# Eucalyptus oreades
Eucalyptus oreades, comúnmente conocido como el fresno de las Montañas Azules ("Blue Mountains ash"), es una especie de eucalipto nativo del este de Australia. 

## Descripción
Es un árbol de hasta 7 metros de altura, con un tronco recto y delgado. La corteza es lisa. Las hojas jóvenes son opuestas, en  pares, sésiles, angostamente lanceoladas, ligeramente grisáceas, de 2-3 cm de longitud y 0,5-0,8 cm de ancho. Las hojas adultas son alternas, pecioladas, angostamente lanceoladas, de color verde en la parte superior y de 4-7 cm de longitud y 0,5-1 cm de ancho.

## Taxonomía
Eucalyptus oreades fue descrita por F.Muell. ex R.T.Baker y publicado en Proceedings of the Linnean Society of New South Wales 24: 596. 1900.
Etimología
Eucalyptus: nombre genérico que proviene del griego antiguo: eû = "bien, justamente" y kalyptós = "cubierto, que recubre". En Eucalyptus L'Hér., los pétalos, soldados entre sí y a veces también con los sépalos, forman parte del opérculo, perfectamente ajustado al hipanto, que se desprende a la hora de la floración.
oreades: epíteto latíno que significa "ninfa de la montaña".
Sinonimia
- Eucalyptus virgata var. altior H.Deane & Maiden, Proc. Linn. Soc. New South Wales 26: 124 (1901).
- Eucalyptus altior (H.Deane & Maiden) Maiden, Crit. Revis. Eucalyptus 6: 272 (1922), nom. illeg.
- Eucalyptus luehmanniana var. altior H.Deane & Maiden, Proc. Linn. Soc. New South Wales 22: 713 (1898).[4]

## Galería

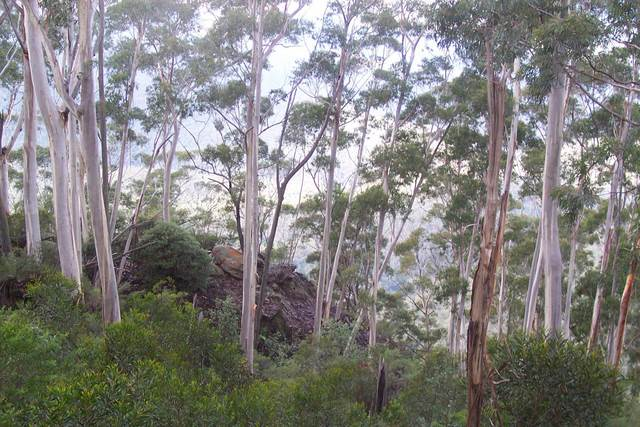
Eucalyptus oreades las Montañas Azules, Nueva Gales del Sur
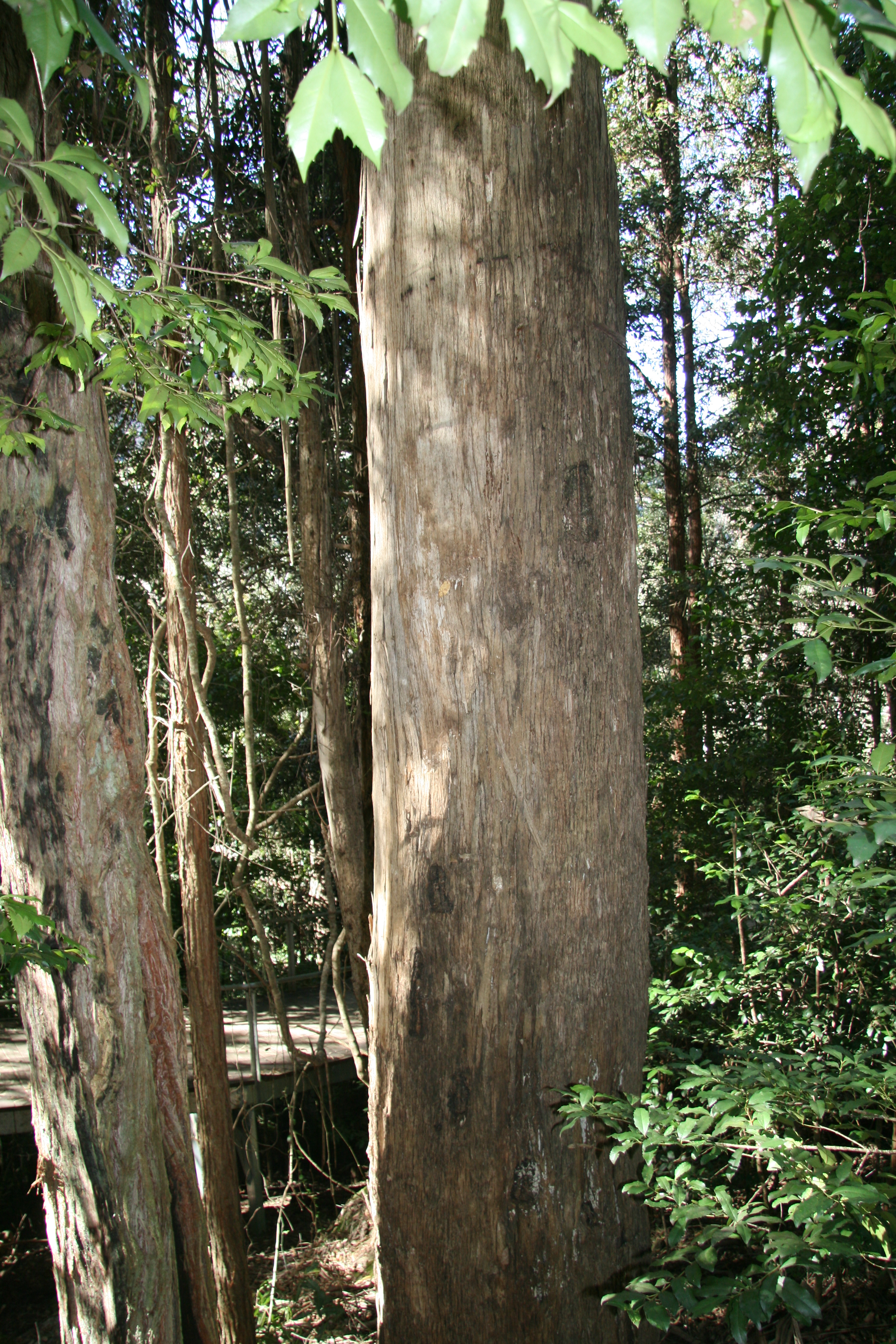
Tronco de Eucalyptus oreades en las Montañas Azules
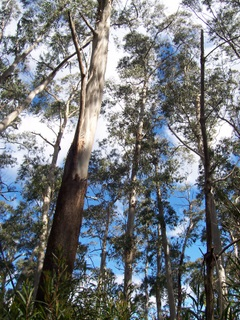
Fresno de las Montañas Azules en el Monte Banda Banda